# Tour d'Arles
La tour d'Arles, ou tour d'Arlet, est une habitation patricienne, ou maison-tour, médiévale de la ville de Caussade construite dans le troisième quart du XIIIe siècle.

## Localisation
Le bâtiment est situé dans le département français de Tarn-et-Garonne, sur la commune de Caussade, au cœur de la vieille ville, sur le côté ouest de la place Notre-Dame, en face de l'église Notre-Dame-de-l'Assomption

## Historique
Dans le cadre d'une campagne de restauration demandée par la municipalité de Caussade, propriétaire de la tour, une étude historique et archéologique a été confiée en 1995 au bureau d'études Hadès. Elle a servi à établir le projet préalable de l'architecte en chef des monuments historiques Régis Martin. Les travaux ont été faits entre 1997 et 1999 pour rétablir les volumes intérieurs et les ouvertures. Des sondages pour l'étude des peintures ont été faits en 1988. L'étude est reprise en 2004 pour évaluer l'ampleur des peintures suivie d'un essai de nettoyage, et un nettoyage d'ensemble est fait en 2009 qui a permis une nouvelle lecture du décor se trouvant sur les quatre parois de la pièce principale située au second étage.
L'étude archéologique a montré que la maison-tour a été construite en une phase unique dans le troisième quart du XIIIe siècle, hormis la partie supérieure. La maison tour devait se trouver contre une première enceinte, à l'extérieur, qui enveloppait le noyau primitif centré sur l'église Notre-Dame-de-l'Assomption et englobant le château vicomtal. Plusieurs maisons-tours chevaleresques se trouvaient contre la première enceinte. Le compoix de 1640 montre qu'il y avait alors cinq autres maisons désignées sous le nom de tour dans la gâche d'Estivenque. La plupart de ces maisons ont disparu. Il en reste la tour-porte de l'Arbot et la maison de la Taverne. Ces maisons se trouvent à l'intérieur de la seconde enceinte qui existait au XVIe siècle. Des destructions faites dans les années 2000 dans les rues de la Placette et Basse ont mis au jour des pans de murs de la première enceinte datables du XIIe siècle. La charte des coutumes accordée aux habitants de Caussade en 1248 correspond probablement à la constitution du bourg.
L'édifice construit en briques montre sur ses deux façades construites sur rue, côtés est et sud, une volonté ostentatoire avec de belles baies géminées.
Il y a peu de documents sur l'histoire de la ville de Caussade. La construction de la tour est attribuée à la famille de Lalo. L'inventaire fait à la mort de Gausbert de Lalo, en 1295, mentionne une « maio près de la porte Estivenque qui confrontait une rue publique et le fossé de la ville » qui semble correspondre à la tour d'Arles.
Au XVe siècle, l'essentiel des biens de la famille de Lalo est passé à la famille Castanède. La famille Castanède a dû acenser la tour à un membre de la famille d'Arles qui apparaît dans le compoix de 1535. Ce nom de tour d'Arles (ou d'Arlet) est connu depuis le XVIIe siècle. On suppose que cette famille a donné son nom à la tour.
Le capitaine calviniste Symphorien de Durfort, sieur de Duras prend et pille Caussade le 8 septembre 1562. Tous les ecclésiastiques sont jetés du haut du clocher de l'église. L'église est livrée aux flammes, sa charpente brûlée, ainsi que le vieux château qui avait été restauré par Jean V d'Armagnac. L'église est détruite en 1570 pour réparer l'enceinte de la ville. Seul le clocher est conservé pour servir de tour de guet. La ville est tenue par les Réformés après la Saint-Barthélemy. Les catholiques ont dû se réunir dans la tour d'Arles pour célébrer la messe.
En 1616, le duc de Sully a acheté la baronnie de Caussade. La tour est alors la propriété de Sully. Son fils, François de Béthune, comte d'Orval, la vend à Jacques Thuet qui a été consul de Caussade et dont les descendants directs, les Valmary, ont continué à la posséder. L'église Notre-Dame est reconstruite entre 1633 et 1637.
Avant la restauration de la tour, elle était divisée en cinq niveaux. Les sondages faits au cours de l'étude archéologique ont permis de retrouver les poutres de rive placées dans les maçonneries montrant qu'il n'y avait à l'origine que trois niveaux, le rez-de-chaussée et deux niveaux habitables. L'accès au de rez-de-chaussée se faisait par deux portes, une par façade sur rue. Ce niveau était peu éclairé, ce qui devait correspondre à un emplacement de stockage. On accédait aux niveaux supérieurs habitables par des escaliers droits à une seule volée. Un plancher a été ajouté dans le second quart du XVe siècle dans le premier niveau en décaissant le sol et en rétrécissant et abaissant la porte est. Pendant le XVIe siècle, un étage habitable est ajouté grâce à un nouveau plancher éclairé par trois nouvelles baies. Un escalier en maçonnerie est ajouté contre la façade ouest au VIIe siècle. Des portes sont percées sur la façade ouest pour permettre l'accès à l'escalier. La tour est profondément modifiée au XVIIIe siècle par une nouvelle organisation des façades. La maison est surélevée au niveau des combles à une date comprise entre la seconde moitié du XVIIe siècle et le XIXe siècle.

## Peintures murales
Les deux niveaux habitables étaient pourvus de décors peints.
Au premier étage, les murs nord et ouest sont enduits et peints d'un décor en faux appareil en rouge sur fond blanc, avec double traits pour les joints verticaux et un simple trait pour les joints de lits. On retrouve ce type de décor de la fin du XIIIe siècle au début du XIVe siècle à Cahors, à Saint-Antonin-Noble-Val, à Cordes.
Au second étage, les murs nord, est et sud étaient revêtus jusqu'au niveau du sommet des fenêtres d'un décor fait de cercles marqués d'un double trait dont l'intérieur est rempli de petits motifs en grappe, remplacés côte sud et est par des fleurs géométriques. Ce décor est couronné d'une frise de ruban plié. Les murs est et ouest avaient un niveau supplémentaire de décoration peinte. Seul le mur-pignon ouest présente des scènes permettant une identification partielle. Le premier niveau représente une arcature sur toute la longueur avec une dizaine d'arcades. Dans chaque arcade a été peint un seul personnage. Seuls les deux arcades côté sud sont lisibles. Une arcade représente un personnage agenouillé, les mains tendus vers le personnage féminin de la deuxième arcade qui tient une fleur à la main. Au-dessus, on voit une scène représentant des cavaliers en plein engagement. Le cavalier de droite est coiffé d'un heaume à plumail dont la lance frappe violemment un adversaire qui se cambre. Les deux personnages se trouvent de part et d'autre d'un arbre, dans un cadre limité par des éléments d'architecture. Firmin Galabert y voyait un cavalier maure désarçonné par un chevalier franc et avait rattaché cette scène à Peyre de Lalo qui aurait participé à la VIIIe croisade. Pour Virginie Czerniak, cette interprétation ne peut pas être retenue parce qu'il n'y a aucune différence de représentation entre les deux personnages. Elle suppose que cette scène traduit l'appartenance du propriétaire à la catégorie sociale aristocratique. On trouve côté nord de ce mur une représentation de deux gros oiseaux dont l'interprétation n'a pas été possible.

## Dimensions
La tour est construite suivant un plan sub-rectangulaire de 8 m par 11 m environ à la base.
Les murs sont progressivement amincis, passant de 85/90 cm à la base à 65/70 cm à l'avant dernier niveau. L'épaisseur des murs passe brutalement à 37 cm au dernier étage, mais c'est un ajout tardif.

## Protection
L'édifice a été classé au titre des monuments historiques le 23 novembre 1989.